# Richard Bernard Moore
 (avril 2022).
La mise en forme du texte ne suit pas les recommandations de Wikipédia : il faut le « wikifier ».
Les points d'amélioration suivants sont les cas les plus fréquents. Le détail des points à revoir est peut-être précisé sur la page de discussion.
- Les titres sont pré-formatés par le logiciel. Ils ne sont ni en capitales, ni en gras.
- Le texte ne doit pas être écrit en capitales (les noms de famille non plus), ni en gras, ni en italique, ni en « petit »…
- Le gras n'est utilisé que pour surligner le titre de l'article dans l'introduction, une seule fois.
- L'italique est rarement utilisé : mots en langue étrangère, titres d'œuvres, noms de bateaux, etc.
- Les citations ne sont pas en italique mais en corps de texte normal. Elles sont entourées par des guillemets français : « et ».
- Les listes à puces sont à éviter, des paragraphes rédigés étant largement préférés. Les tableaux sont à réserver à la présentation de données structurées (résultats, etc.).
- Les appels de note de bas de page (petits chiffres en exposant, introduits par l'outil «  Source ») sont à placer entre la fin de phrase et le point final[comme ça].
- Les liens internes (vers d'autres articles de Wikipédia) sont à choisir avec parcimonie. Créez des liens vers des articles approfondissant le sujet. Les termes génériques sans rapport avec le sujet sont à éviter, ainsi que les répétitions de liens vers un même terme.
- Les liens externes sont à placer uniquement dans une section « Liens externes », à la fin de l'article. Ces liens sont à choisir avec parcimonie suivant les règles définies. Si un lien sert de source à l'article, son insertion dans le texte est à faire par les notes de bas de page.
- La présentation des références doit suivre les conventions bibliographiques. Il est recommandé d'utiliser les modèles {{Ouvrage}}, {{Chapitre}}, {{Article}}, {{Lien web}} et/ou {{Bibliographie}}. Le mode d'édition visuel peut mettre en forme automatiquement les références.
- Insérer une infobox (cadre d'informations à droite) n'est pas obligatoire pour parachever la mise en page.

Pour une aide détaillée, merci de consulter Aide:Wikification.
Si vous pensez que ces points ont été résolus, vous pouvez retirer ce bandeau et améliorer la mise en forme d'un autre article.
Pour les articles homonymes, voir Moore.
Richard Bernard Moore, né le 20 février 1965 à Détroit (Michigan) et mort le 1er novembre 2024 en Caroline du Sud,, est un Américain reconnu coupable du meurtre en septembre 1999 du commis de dépanneur James Mahoney à Spartanburg en Caroline du Sud. 
Son cas a attiré l'attention du fait qu'il devrait devenir la première personne à être exécutée en Caroline du Sud depuis plus d’une décennie, ainsi que la première personne à être exécutée par un peloton d’exécution en vertu des nouvelles lois de l'état sur la peine capitale. Il est finalement exécuté par injection létale le 1er novembre 2024 à Columbia en Caroline du Sud, quelques semaines après Freddie Eugene Owens.

## Crime
Le 16 septembre 1999, au petit matin, Richard Bernard Moore est entré chez le dépanneur Nikki à Spartanburg. À l’intérieur du magasin se trouvaient le commis, James Mahoney, 42 ans, et un témoin oculaire du crime, Terry Hadden. Alors que Hadden jouait sur une machine de vidéo poker, il a vu Moore se diriger vers la glacière à l’intérieur du magasin. Il entendit alors Mahoney crier sur Moore et lui demander ce qu’il faisait. Hadden se retourna pour voir Moore et Mahoney dans une bagarre, Moore tenant les deux mains de Mahoney avec une seule des siennes. Mahoney avait pointé un pistolet sur Moore et les deux se sont disputés, Moore s’emparant de l’arme avec son autre main. Moore tourna son attention vers Hadden et pointa l’arme sur lui, lui disant de ne pas bouger. Un coup de pistolet a ensuite été tiré et Hadden est tombé au sol en faisant semblant d’être mort. Mahoney a ensuite sorti un deuxième pistolet et plusieurs autres coups de feu ont été tirés. Mahoney a tiré sur Moore dans le bras tandis que Moore a tiré sur Mahoney dans la poitrine. Moore fait le tour du magasin en laissant une traînée de sang derrière lui, puis quitte le magasin et s'enfuit dans sa camionnette. Hadden se lève et voit Mahoney allongé face contre terre sur le sol, avec un pistolet près de sa main. Moore sera arrêté quelques heures plus tard.

## Procès
Richard Bernard Moore a été jugé pour avoir tiré et tué Mahoney en octobre 2001. Il a été reconnu coupable et dans une procédure distincte de détermination de la peine, le jury a recommandé une peine de mort. Moore a ensuite été officiellement condamné à mort pour le meurtre de Mahoney le 22 octobre 2001.

## Couloir de la mort
Richard Bernard Moore devait d’abord être exécuté le 4 décembre 2020. Cependant, l’État n’a pas été en mesure de l’exécuter car il n’avait pas les drogues injectables létales nécessaires pour le faire. Moore a eu le choix entre l’injection létale ou la chaise électrique. Il a refusé de choisir l’un ou l’autre, ce qui signifie qu’il était sur le point de mourir par la principale méthode d’injection létale. Comme l’État n’avait pas la drogue disponible, son exécution a été suspendue. À la suite de cela, les législateurs de Caroline du Sud ont fait pression pour ajouter l’option d’exécution par peloton d’exécution, dans une tentative de reprendre les exécutions après un échec à obtenir les médicaments nécessaires pour l’injection létale. Un projet de loi donnait aux détenus le choix de mourir par électrocution ou par peloton d’exécution si les drogues injectables létales n’étaient pas disponibles. En mars 2022, l’État a annoncé qu’il avait fini d’élaborer des protocoles d’exécution par peloton d’exécution. Moore devait être exécuté le 29 avril 2022. Il a choisi d’être exécuté par peloton d’exécution au lieu de la chaise électrique, le 15 avril 2022. Le 20 avril 2022, il a reçu un sursis de la cour suprême. Il est  exécuté le 1er novembre 2024, il est la deuxième personne exécutée en Caroline du Sud depuis 2011, aurait pu être la première dans tous les États-Unis par arme à feu depuis 2010 et aurait pu être la première personne en Caroline du Sud par arme à feu.

## Exécution
L'exécution finale de Richard Bernard Moore est planifiée pour le 1er novembre 2024 à la Broad River Correctional Institution (en) de Columbia en Caroline du Sud. Il est déclaré mort par injection létale à 18 h 24,.